# Бирнбаум, Сюзанна
Сюзанна Бирнбаум (15 июля 1903, V округ Парижа — 22 ноября 1975, Нант, метрополия Франции) — французская еврейка, которая родилась в 5-м округе Парижа и умерла в Нанте, владелица магазина в Париже, пережившая депортацию в Освенцим во время Второй мировой войны. Она известна тем, что написала автобиографический отчёт о своем аресте и депортации из Дранси в Освенцим.

## Биография
В 1944 году Сюзанна Бирнбаум управляла галантерейным магазином в Париже на улице Шазель под именем своего компаньона — нарушив закон, поскольку евреям больше не разрешалось владеть бизнесом. В январе 1944 года она была арестована, вероятно, по доносу, доставлена в Дранси и 20 января 1944 года депортирована в Освенцим-Биркенау. В итоге её назначили в картофельную команду, что позволило ей улучшить свое состояние путем «организации», то есть воровства и участии в чёрном рынке в нацистских концентрационных лагерях.

## Публикация
В 1945 году, после репатриации во Францию, Сюзанна Бирнбаум опубликовала один из первых автобиографических отчетов об опыте пребывания в нацистском концентрационном лагере, описывающую её жизнь в лагерях Освенцим, Бельзен и Рагун. Книга под названием Une Française juive est доход была опубликована в 1946 году и переиздана в 1989 и 2003 годах. История повторена в документальном фильме Эмиля Вайса «Auschwitz, premiers témoignages», транслировавшемся на канале Arte в 2011, 2012 и 2014 годах.